# Bachet noir
Pour les articles homonymes, voir Bachet.
Le bachet noir N est un cépage français de raisins noirs.

## Origine et répartition géographique
Le bachet noir est cultivé dans l'Aube. Il occupe une surface insignifiante, un hectare en 1958 et 1,3 ha en 1994. 
En 1999, des chercheurs de l'Université de Californie à Davis ont soumis 322 échantillons de vigne à des analyses génétiques poussées. En tout, 16 cépages, dont le bachet noir, sont le résultat de croisements entre le Gouais blanc et le Pinot noir. Il s'agit de l'aligoté, de l'aubin vert, de l'auxerrois, du bachet noir, du beaunoir, du chardonnay, du dameron, du franc noir de la Haute-Saône, du gamay blanc Gloriod, du gamay, du knipperlé, du melon, du peurion, du romorantin, du roublot et du sacy.

## Caractères ampélographiques
L'extrémité du jeune rameau est cotonneux. Les entrenœuds sont striés de rouge. Les feuilles adultes sont entières, à sinus pétiolaire ouvert en V ou en U, des dents rectilignes de taille moyenne, un limbe involuté, légèrement révoluté sur les bords, bullé. Les grappes et les baies de l'aubin vert sont petites. La grappe est boudinée et ailée. Les baies sont elliptiques de petite taille.

## Aptitudes

### Culturales
La maturité est de première époque : 0 - 3 jours après le chasselas. Le cépage est de bonne vigueur mais la production est irrégulière. Il ne craint pas trop les gelées hivernales, craint beaucoup plus la chlorose et craint sècheresse et asphyxie racinaire due à l'excès d'eau.

### Sensibilité
Il est assez sensible à l'oïdium, au mildiou et à la pourriture grise

### Potentiel technologique
Les vins sont généralement de qualité moyenne, moyennement alcoolique tout en conservant une bonne acidité. En assemblant le vin du bachet noir au gamay, il apporte couleur et moelleux. En maturité insuffisante, il présence un caractère herbacé. 

## Synonymes
Le bachet noir est connu sous les noms de bachet, bachey, gris bachet, françois noir et françois noir de Bar-sur-Aube.